# Sankt Michael im Burgenland
Sankt Michael im Burgenland ist eine Marktgemeinde mit 1015 Einwohnern (Stand 1. Jänner 2024) im Bezirk Güssing im Burgenland, Österreich.
Der ungarische Ortsname der Gemeinde ist Pusztaszentmihály und der burgenlandkroatische Sveti Mihalj.

## Geografie
Die Gemeinde liegt im Südburgenland.

### Nachbargemeinden
| Neuberg im Burgenland | Güttenbach      |       |
| Rauchwart             | Kompass         | Tobaj |
| Kukmirn               | Gerersdorf-Sulz |       |

### Gemeindegliederung
Das Gemeindegebiet umfasst folgende drei Ortschaften (in Klammern Einwohnerzahl Stand 1. Jänner 2024):
- Gamischdorf (146) mit Brunnergraben, Hochberg und Wurmische Häuser
- Sankt Michael im Burgenland (786) mit Lenzhäuser, Michaeler Berghäuser, Mühlhäuser und Waldhäuser
- Schallendorf im Burgenland (83)

Die Gemeinde besteht aus den Katastralgemeinden
- Gamischdorf,
- St. Michael im Burgenland und
- Schallendorf im Burgenland.

| Deutscher Ortsname          | Ungarischer Ortsname | Kroatischer Ortsname |
| --------------------------- | -------------------- | -------------------- |
| Gamischdorf                 | Ganócs               | Gamištrof, Orišje    |
| Sankt Michael im Burgenland | Pusztaszentmihály    | Sveti Mihalj         |
| Schallendorf im Burgenland  | Salafa               | Šaledrovo            |

## Geschichte
Der Ort gehörte wie das gesamte Burgenland bis 1920/21 zu Ungarn (Deutsch-Westungarn). Seit 1898 musste aufgrund der Magyarisierungspolitik der Regierung in Budapest der ungarische Ortsname Pusztaszentmihály verwendet werden.
Nach Ende des Ersten Weltkriegs wurde nach zähen Verhandlungen Deutsch-Westungarn in den Verträgen von St. Germain und Trianon 1919 Österreich zugesprochen. Der Ort gehört seit 1921 zum neu gegründeten Bundesland Burgenland (siehe auch Geschichte des Burgenlandes).
Marktgemeinde ist Sankt Michael im Burgenland seit 1977 (durch VO 63, 12/1977).

## Kultur und Sehenswürdigkeiten

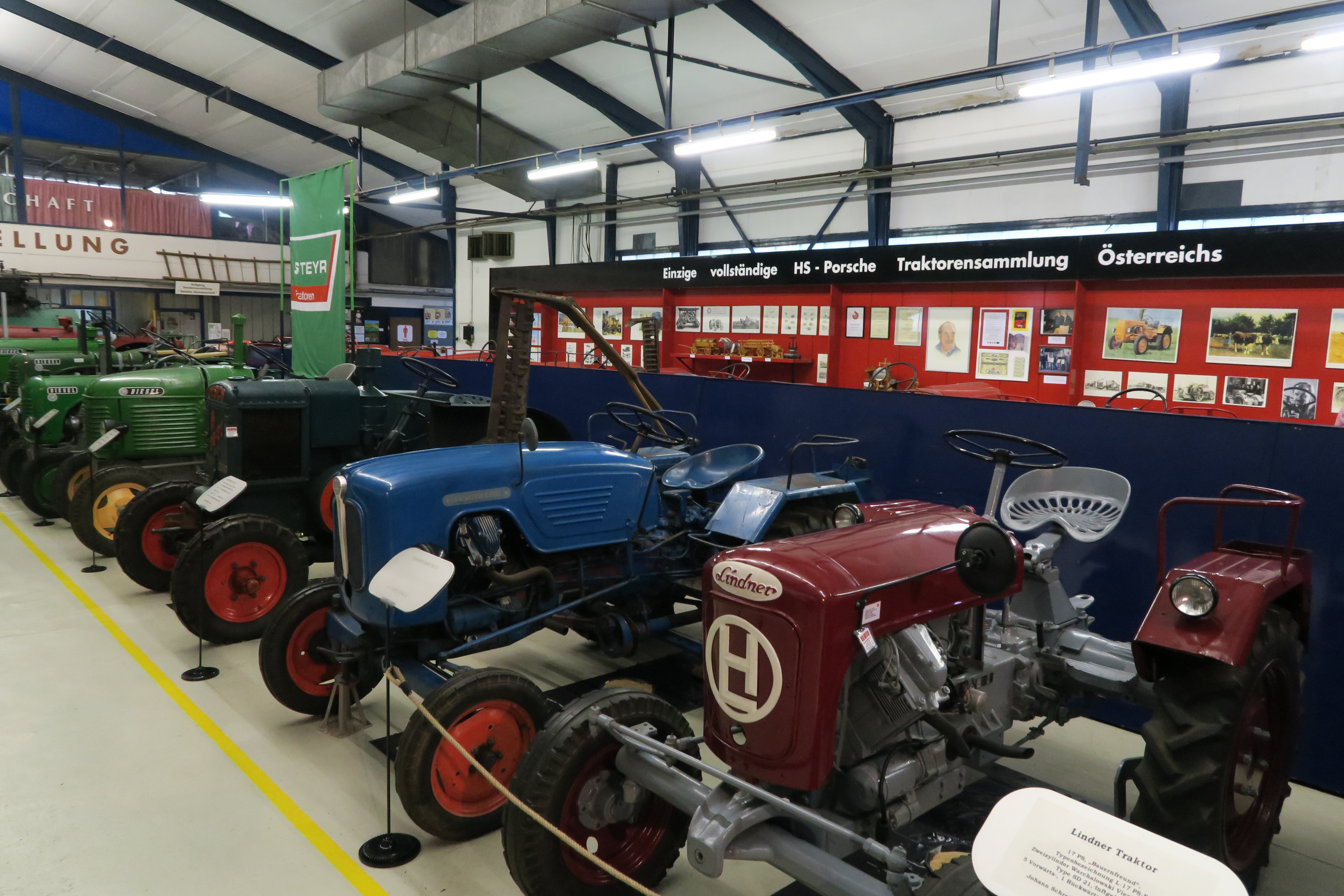
Landtechnikmuseum St. Michael im Burgenland

- Katholische Pfarrkirche St. Michael im Burgenland
- Landtechnikmuseum Burgenland

## Wirtschaft und Infrastruktur
Das Gemeindegebiet wird von der Güssinger Straße (B57) durchzogen, die Richtung Nordwesten nach Stegersbach und Richtung Südosten nach Güssing führt. Durch das Ortsgebiet von St. Michael führt die Großpetersdorfer Landesstraße L106, die am südlichen Ortsende von der Güssinger Straße abzweigt.

## Politik

### Gemeinderat

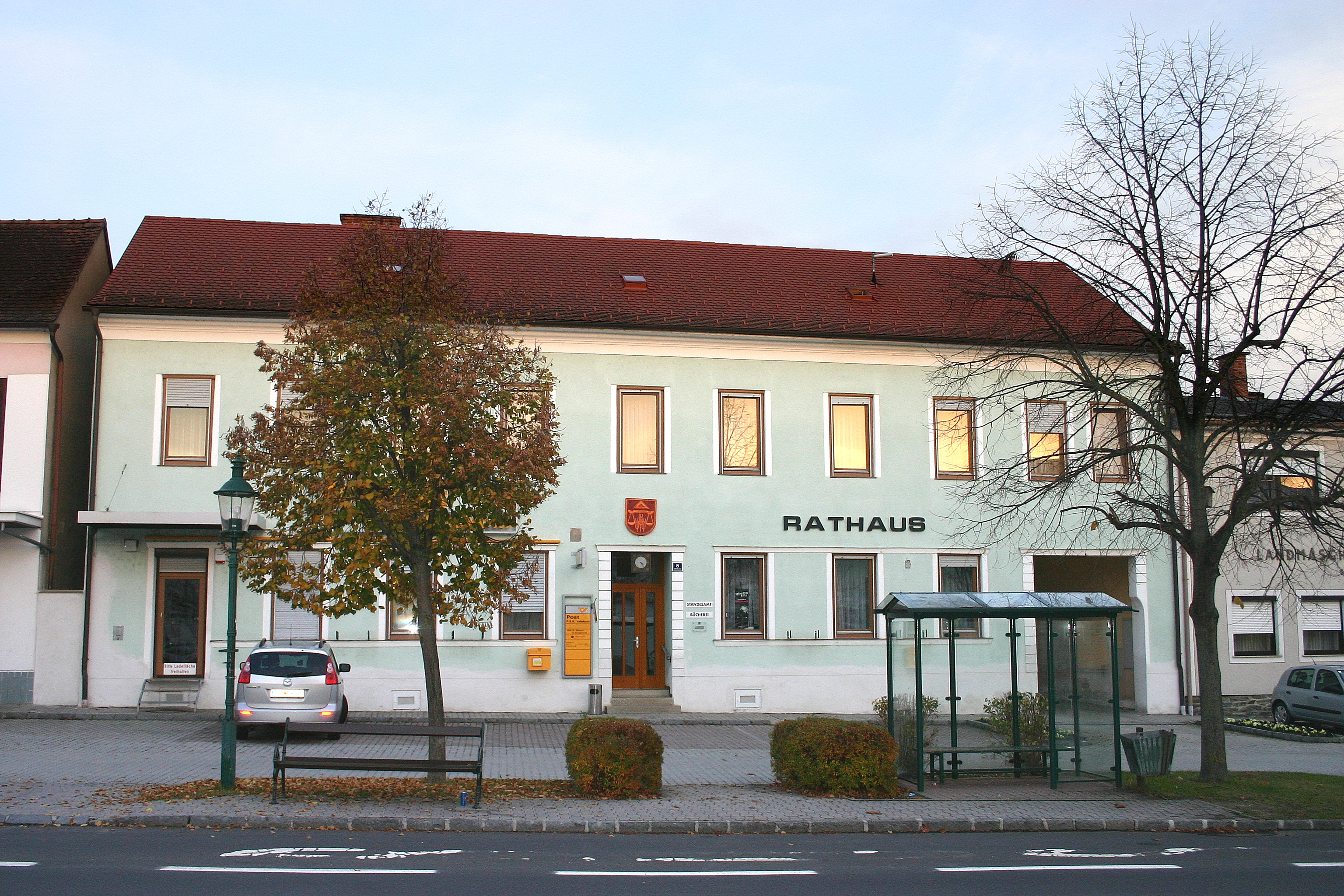
Rathaus

Der Gemeinderat umfasst aufgrund der Anzahl der Wahlberechtigten insgesamt 15 Mitglieder.
| Partei          | 2022             | 2022             | 2022             | 2017             | 2017             | 2017             | 2012             | 2012             | 2012             | 2007             | 2007             | 2007             | 2002             | 2002             | 2002             | 1997             | 1997             | 1997             |
| Partei          | Sti.             | %                | M.               | Sti.             | %                | M.               | Sti.             | %                | M.               | Sti.             | %                | M.               | Sti.             | %                | M.               | Sti.             | %                | M.               |
| --------------- | ---------------- | ---------------- | ---------------- | ---------------- | ---------------- | ---------------- | ---------------- | ---------------- | ---------------- | ---------------- | ---------------- | ---------------- | ---------------- | ---------------- | ---------------- | ---------------- | ---------------- | ---------------- |
| ÖVP             | 370              | 49,14            | 8                | 411              | 53,45            | 9                | 500              | 63,29            | 12               | 463              | 59,74            | 9                | 467              | 56,95            | 9                | 417              | 53,26            | 8                |
| SPÖ             | 320              | 42,50            | 6                | 271              | 35,24            | 5                | 290              | 36,71            | 7                | 281              | 36,26            | 6                | 314              | 38,29            | 6                | 319              | 40,74            | 6                |
| FPÖ             | 63               | 8,37             | 1                | 87               | 11,31            | 1                | nicht kandidiert | nicht kandidiert | nicht kandidiert | nicht kandidiert | nicht kandidiert | nicht kandidiert | 39               | 4,76             | 0                | 47               | 6,00             | 1                |
| PANY A1         | nicht kandidiert | nicht kandidiert | nicht kandidiert | nicht kandidiert | nicht kandidiert | nicht kandidiert | nicht kandidiert | nicht kandidiert | nicht kandidiert | 31               | 4,00             | 0                | nicht kandidiert | nicht kandidiert | nicht kandidiert | nicht kandidiert | nicht kandidiert | nicht kandidiert |
| Wahlberechtigte | 1009             | 1009             | 1009             | 978              | 978              | 978              | 1014             | 1014             | 1014             | 987              | 987              | 987              | 1010             | 1010             | 1010             | 951              | 951              | 951              |
| Wahlbeteiligung | 79,98 %          | 79,98 %          | 79,98 %          | 83,13 %          | 83,13 %          | 83,13 %          | 84,21 %          | 84,21 %          | 84,21 %          | 84,60 %          | 84,60 %          | 84,60 %          | 88,42 %          | 88,42 %          | 88,42 %          | 89,59 %          | 89,59 %          | 89,59 %          |

### Gemeindevorstand
Neben Bürgermeister Erich Sziderits (ÖVP) und Vizebürgermeister Franz Eberhardt (SPÖ) gehören weiters die geschäftsführenden Gemeinderäte Otto Horvath (SPÖ), Reinhard Karlovits (ÖVP) und Bernd Kremsner (ÖVP) dem Gemeindevorstand an.
Zu Ortsvorstehern wurden ernannt: Dieter Hirmann (ÖVP, für Gamischdorf), Reinhard Karlovits (ÖVP, für Schallendorf) und Bernd Kremsner (ÖVP, für St. Michael).

### Bürgermeister
Bürgermeister ist Otto Horvath (SPÖ).
Horvath folgte Erich Sziderits (ÖVP), welcher von 1997 bis 2022 das Amt bekleidete.
Sziderits folgte 1997 Johann Strauß (SPÖ) nach, nachdem die ÖVP die Mehrheit im Gemeinderat übernommen hatte (damals gab es noch keine Direktwahl des Bürgermeisters). Bei der Bürgermeisterdirektwahl am 1. Oktober 2017 wurde Sziderits mit 62,07 % in seinem Amt bestätigt und ging damit in seine fünfte Periode. Mitbewerber war wie schon 2012 Vizebürgermeister Franz Eberhardt (SPÖ), der auf 37,93 % kam.
In der konstituierenden Sitzung des Gemeinderats wurde Franz Eberhardt (SPÖ) neuerlich zum Vizebürgermeister gewählt.
Leiter des Gemeindeamts ist  Wilhelm Kulovits.

### Bürgermeister seit 1922
Quelle: Atlas Burgenland
- 1922–1924 Josef Bischof (CS)
- 1924–1927 Josef Matisovits (CS)
- 1927–1928 Josef Marosits (CS)
- 1938–1943 Franz Kremsner
- 1943–1945 Franz Krammer (kommissarischer Leiter)
- … (ÖVP)
- 1959–1967 Josef Strauß (unparteiischen Liste)
- 1967–1971 …
- 1971–1986 Franz Marosits
- 1987–1994 Helmut Quarits
- 1994–1997 Johann Strauß (SPÖ)
- 1997–2022 Erich Sziderits (ÖVP)
- seit 2022 Otto Horvath (SPÖ)

### Wappen
|  | Erstmals wurde das Wappen nach Antrag der Gemeinde vom 8. März 1977 von der burgenländischen Landesregierung am 13. April 1977 verliehen. In der Sitzung vom 15. Juni 1992 wurde St. Michael nach der Gemeindetrennung von der burgenländischen Landesregierung neuerlich das Recht zur Führung des Gemeindewappens verliehen. Blasonierung: „In Rot über drei goldene Ähren eine goldene Waage, überhöht vom goldenen Auge Gottes.“ Im Wappen sind mit dem Auge Gottes und der Waage als Symbol des heiligen Michael, Teile des alten Gemeindesiegels in Verbindung mit den Ähren, die für die Landwirtschaft in St. Michael stehen. |

## Persönlichkeiten
- Karin Ivancsics (* 1962), Schriftstellerin
- Karl Schweitzer (* 1952), Lehrer und Politiker
- Josef Szeiler (* 1948), Theaterregisseur

## Galerie

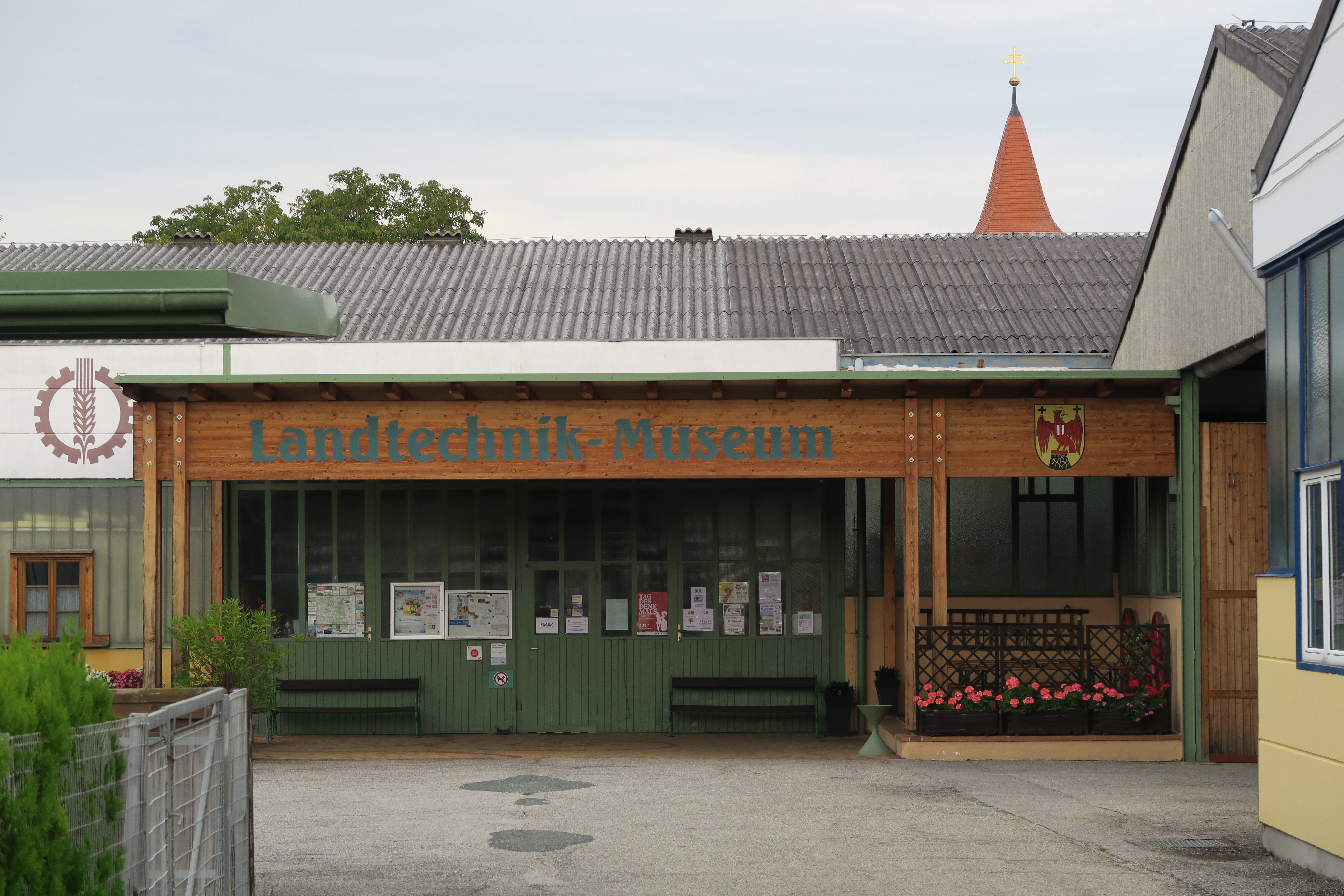
Landtechnikmuseum
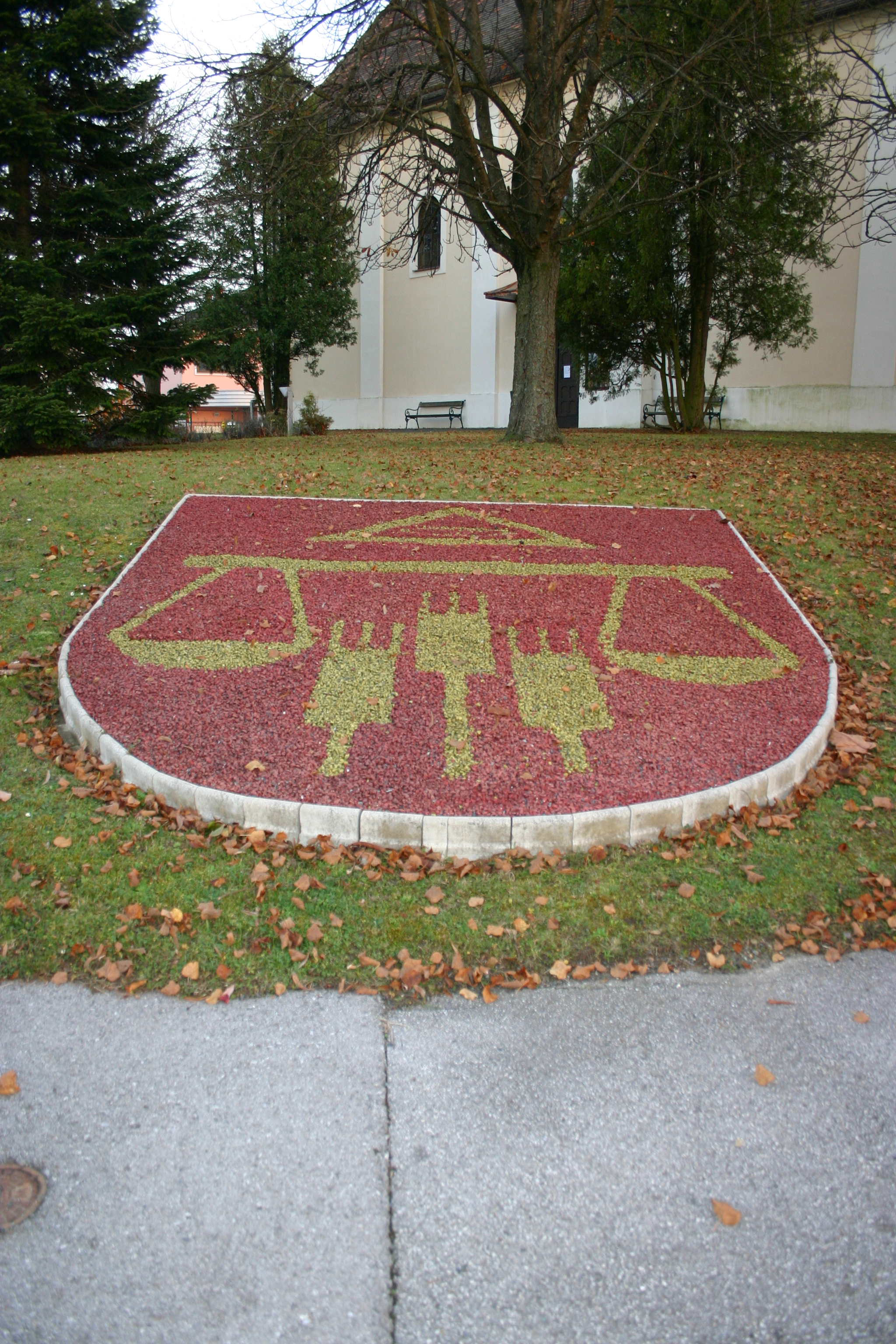
Gemeindewappen
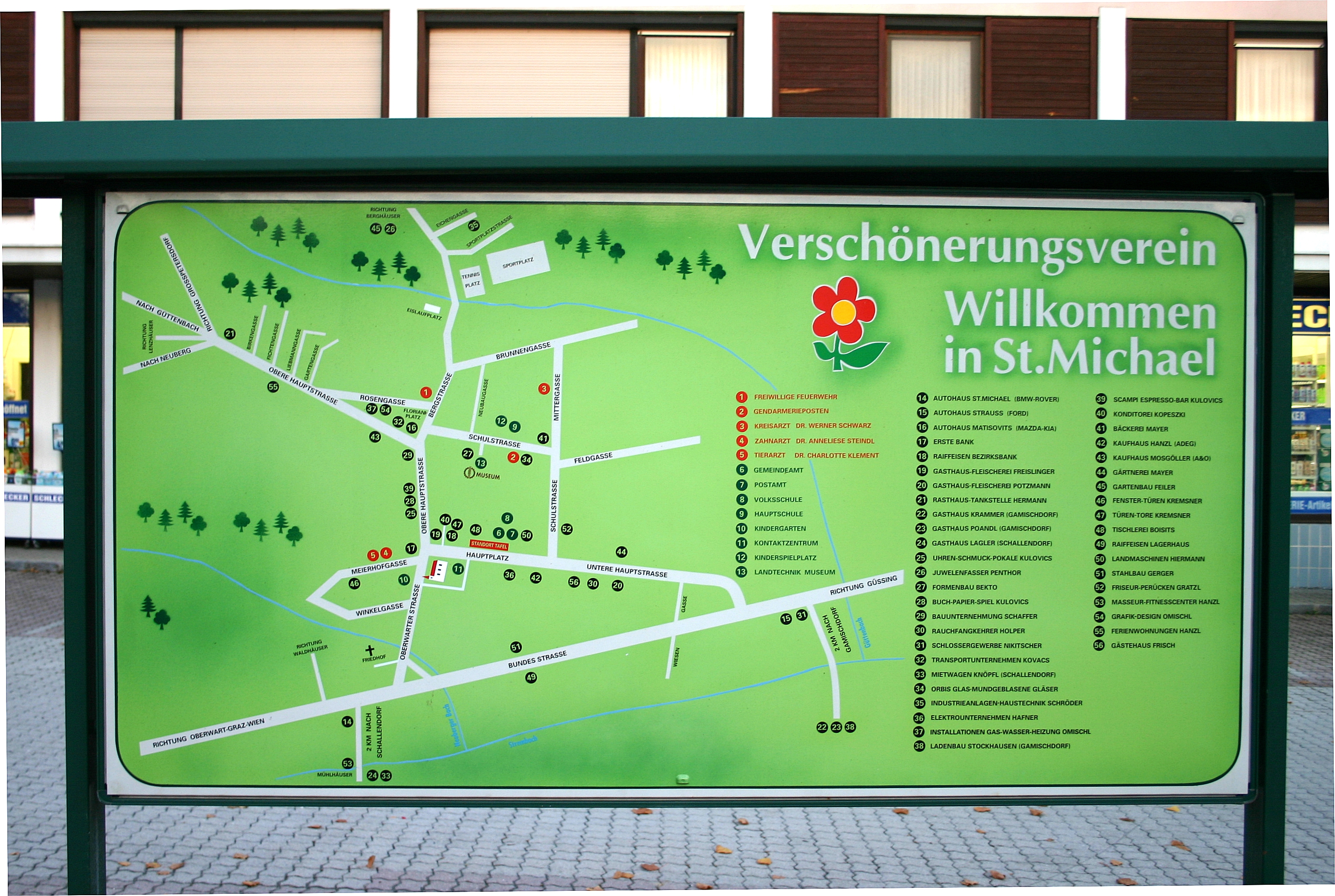
Ortsplan
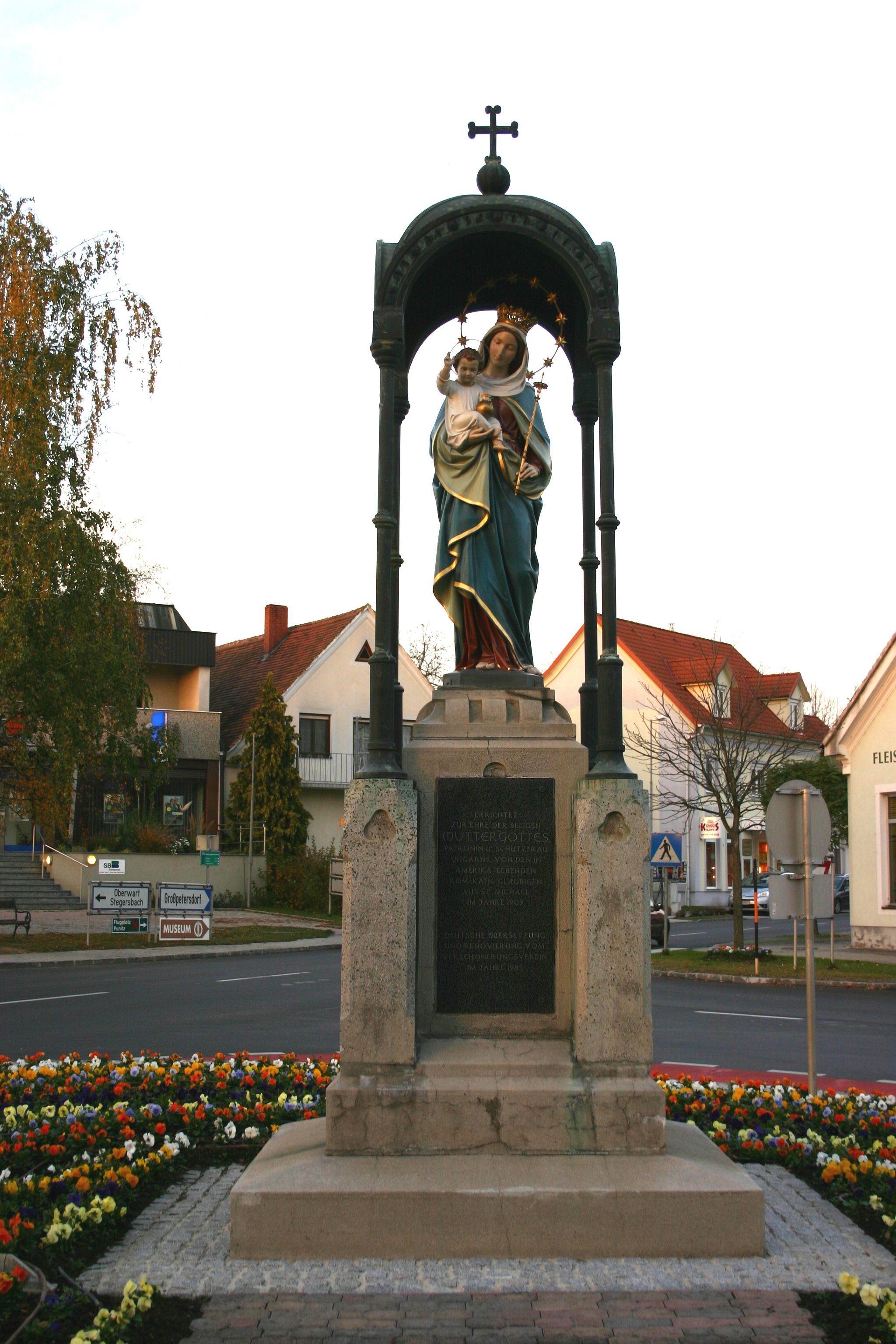
Mutter Gottes-Statue
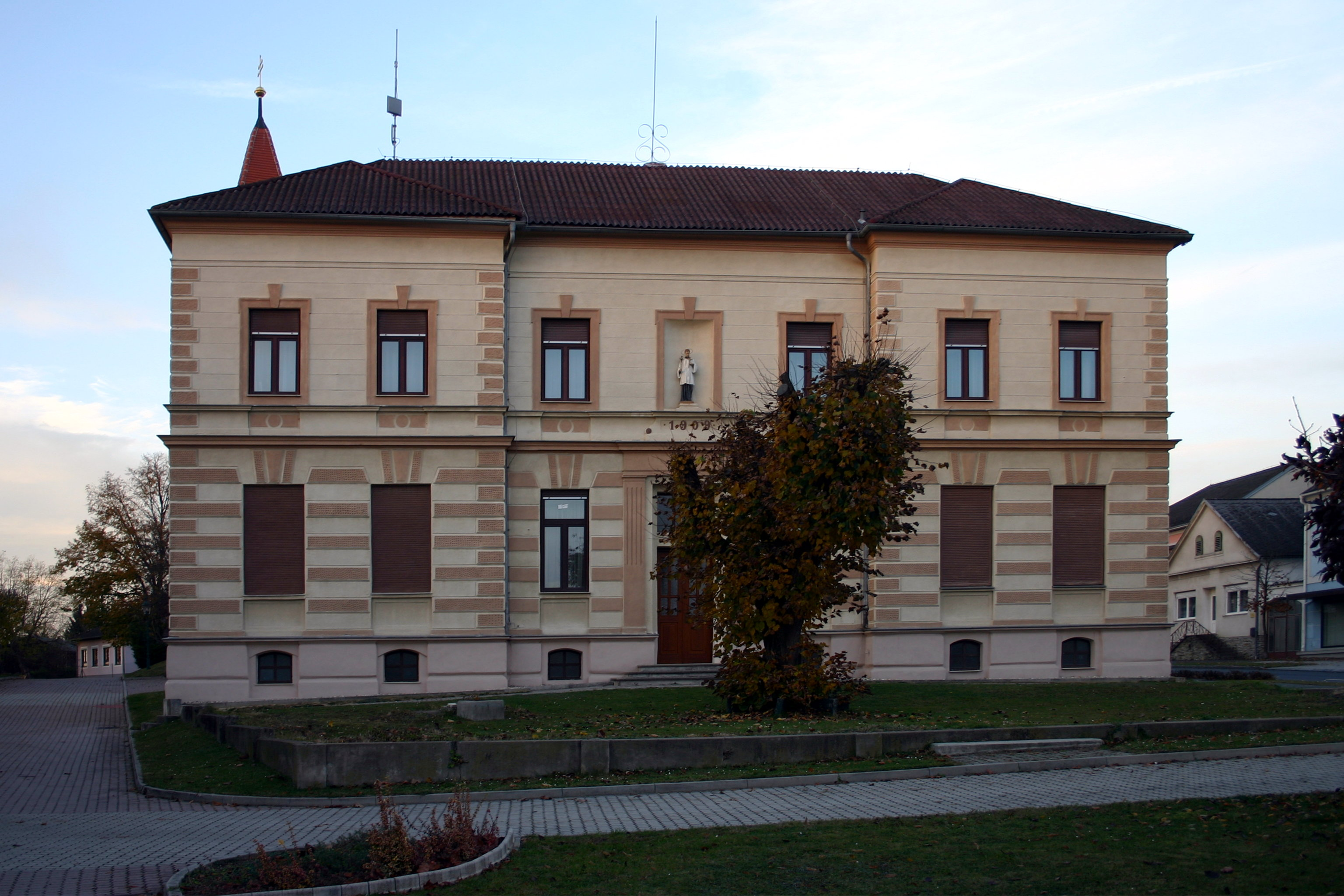
Kontaktzentrum
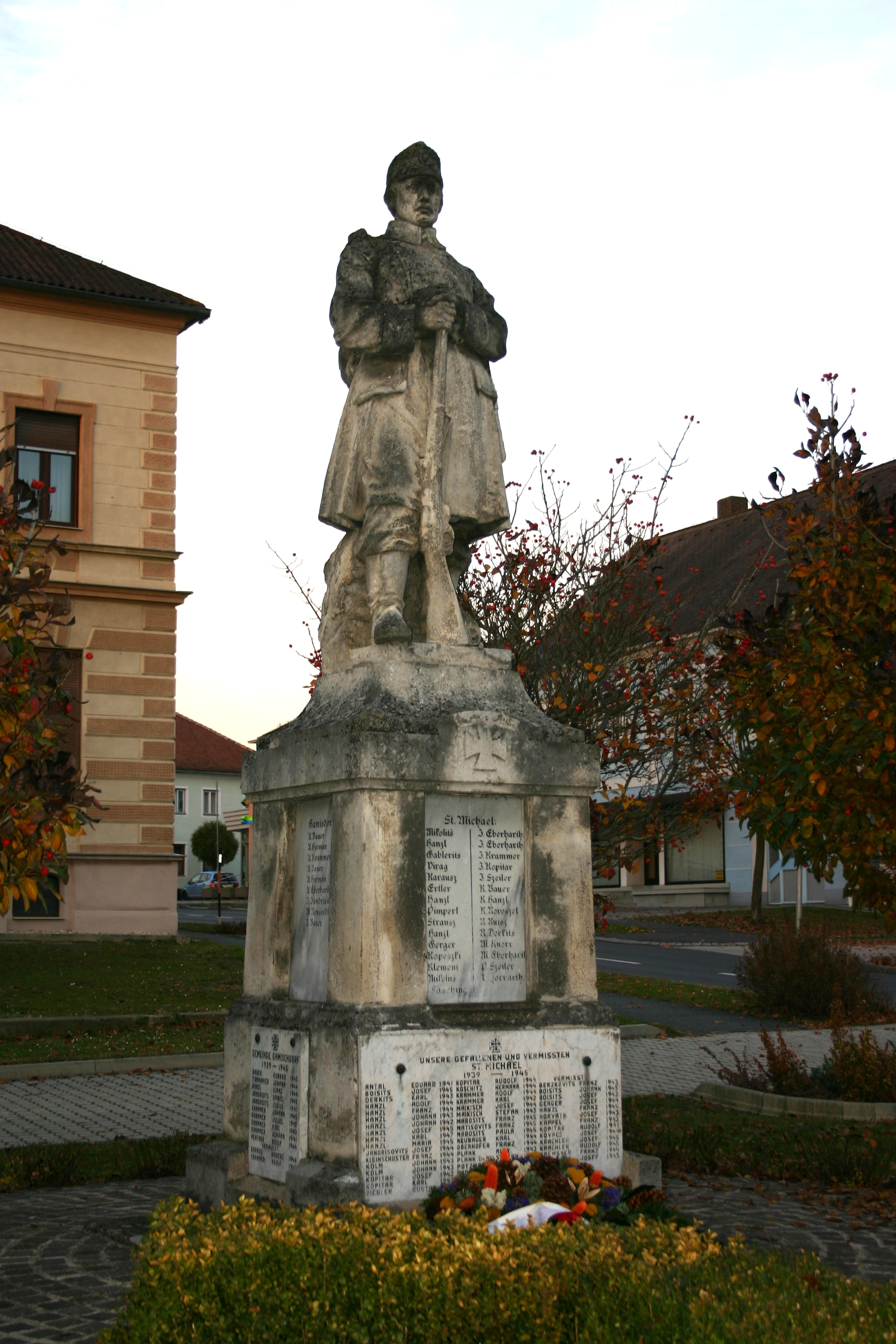
Kriegsopferdenkmal